# 西条市立西条北中学校
西条市立西条北中学校（さいじょうしりつさいじょうきたちゅうがっこう）は、愛媛県西条市朔日市にある公立中学校である。

## 沿革
- 1947年（昭和22年）4月 - 西条市立北中学校として創立し、開校
- 1949年（昭和24年）4月 - 校章（北をさす北極星に因む）制定
- 1950年（昭和25年）
  - 3月17日 - 西条市に昭和天皇の戦後巡幸。校庭に西条市奉迎場が設けて昭和天皇を迎えた[2]。
  - 6月 - 本館（150坪）を新築
- 1951年（昭和26年）8月 - 南校舎（10教室）他新築
- 1952年（昭和27年）5月 - 校歌制定
- 1955年（昭和30年）8月 - 中校舎新築
- 1963年（昭和38年）8月 - プール完成
- 1969年（昭和44年）12月 - 体育館完成
- 1981年（昭和56年）3月 - 西校舎完成
- 1986年（昭和61年）2月 - 東校舎新館完成
- 2004年（平成16年）11月 - 西条市立西条北中学校に改称
- 2005年（平成17年）2月 - 校舎大規模改修完了
- 2009年（平成21年）12月 - 北校舎完成（多目的室・コンピュータ室完成）

## 通学区域
- 西条小学校区[3]
  - 大師町、栄町、東町、神拝乙、港の全区域、朔日市の一部を除く全区域、明屋敷の一部を除く全区域、本町の一部を除く全区域、新田の一部、樋之口の一部、喜多川の一部、大町の一部、ひうちの一部
- 神拝小学校区
  - 神拝甲の一部を除く全区域、喜多川の一部を除く全区域、樋之口の一部を除く全区域、古川の一部を除く全区域、本町の一部、大町の一部

## 進学前小学校
- 西条市立西条小学校[3]
- 西条市立神拝小学校

## 新制服導入までの経緯
- 以前より制服変更の議論が進んでいて、2022年7月に行われたアンケートで改正するべき69%、どちらともいえない20%、改正しなくていい11%という結果が出た。2022年10月6日に明石スクールユニフォームカンパニーが来校。
- 2022年度制服検討委員会メンバーは中間服の長袖カッターシャツ(服装としては https://www.youtube.com/watch?v=ImajJPkkra0 と同じ)とスラックス(男子)、吊りスカート(女子)の状態で持参してきたブレザーなどの説明を受けた。
- 実際に男子メンバーは長袖カッターシャツの上からブレザーを着てみたり、女子メンバーは別室で吊りスカートから着替えブレザーとリボンとスカートを試着し実際にどんな感じになるか体験、検証した。
- 2022年11月6日(日曜日)に制服検討委員会メンバーが冬服(学生服、セーラー服)で岡山県倉敷市児島にある明石スクールユニフォームカンパニー本社を訪ね1か月前とは違うデザインのブレザーを試着した。
- 2023年度制服検討委員会メンバーが2023年5月22日に冬服となるブレザー各種制服候補の確認作業を行った。男子メンバーは中間服の長袖カッターシャツとスラックスで女子メンバーはセーラー服の状態で話し合いが行われた。
- 2023年度制服検討委員会メンバーが2023年9月1日に第2回制服検討委員会を開催した。男子メンバーは夏服の半袖カッターシャツとスラックスで女子メンバーは夏服の半袖カッターシャツと吊りスカートで集まった。夏服の紺色のポロシャツとグレーのニットベストのサンプルが到着してその場で開封された。新しい制服のスラックス、スカートと合わせた上でメンバー有志が着替えて確認が行われた。今後も新しい制服の議論を慎重に検討することになった。新しい制服導入時に現在の制服の吊りスカートのサスペンダーの取り外しを認めていないが新型スカート、新型スラックスの着用を認めるとされる。
- 市民待望の制服リユースのお店をオープン／UNIUSEによると上級生も含めて新制服移行ととれる文章が見受けられるので原則現制服の着用は少数になると思われる。令和6年4月から約5年間現行制服のリサイクル使用を認めることになった。

## 制服
3年生男子及びリサイクル制服選択
- 3年生冬服
  - 学生服上下(新制服のブレザー、新型カッターシャツ、新型スラックス、ネクタイの着用及び現行冬服との混合着用可能)
- 3年生中間服
  - 長袖カッターシャツ、スラックス(新制服の新型カッターシャツ、ベスト、新型スラックス、の着用及び現行中間服との混合着用可能)
- 3年生夏服
  - 半袖カッターシャツ、スラックス(新制服の新型ポロシャツ、ニットベスト、新型スラックス、の着用及び現行夏服との混合着用可能)

3年生女子及びリサイクル制服選択
- 3年生冬服
  - セーラー服とジャンパースカートだがその組み合わせだと構造上温度調整ができない場合があるとされセーラー服に長袖カッターシャツ、吊りスカートを合わせることも可能である(新制服のブレザー、新型カッターシャツ及びブラウス、新型スラックス及びスカート、ネクタイ及びリボンの着用及び現行冬服との混合着用可能)
- 3年生中間服
  - 長袖カッターシャツ、吊りスカート(新制服の新型カッターシャツ及びブラウス及びニットベスト、新型スラックス及びスカート、ネクタイ及びリボンの着用及び現行中間服との混合着用可能)
    - スカートのサスペンダーの上からニットベストを着る
- 3年生夏服
  - 半袖カッターシャツ、吊りスカート(新制服のポロシャツ、新型スラックス及びスカートの着用及び現行夏服との混合着用可能)
    - 新制服のポロシャツは基本シャツ出しを認めることになったが現行の吊りスカートの組み合わせに限りシャツ出しをしないという判断になった模様

令和6年新入生以降(1，2年生)
- 新冬服
  - ブレザー、新型カッターシャツ及びブラウス、新型スラックス及びスカート
- 新中間服
  - 新型カッターシャツ及びブラウス及びベスト、新型スラックス及びスカート
- 新夏服
  - ポロシャツ、新型スラックス及びスカート

## 通学区域が隣接している学校
- 西条市立西条東中学校
- 西条市立西条南中学校
- 西条市立西条西中学校